# Méditerranée (traghetto)
Il Méditerranée è un traghetto appartenente alla compagnia di navigazione Corsica Linea.

## Servizio
Varato il 15 dicembre 1988 negli Chantiers de l'Atlantique di Saint Nazaire con il nome di Danielle Casanova e consegnato il 9 maggio 1989 alla SNCM, prende  servizio il 14 maggio nei collegamenti tra Marsiglia, Tolone, la Corsica e Tunisi.

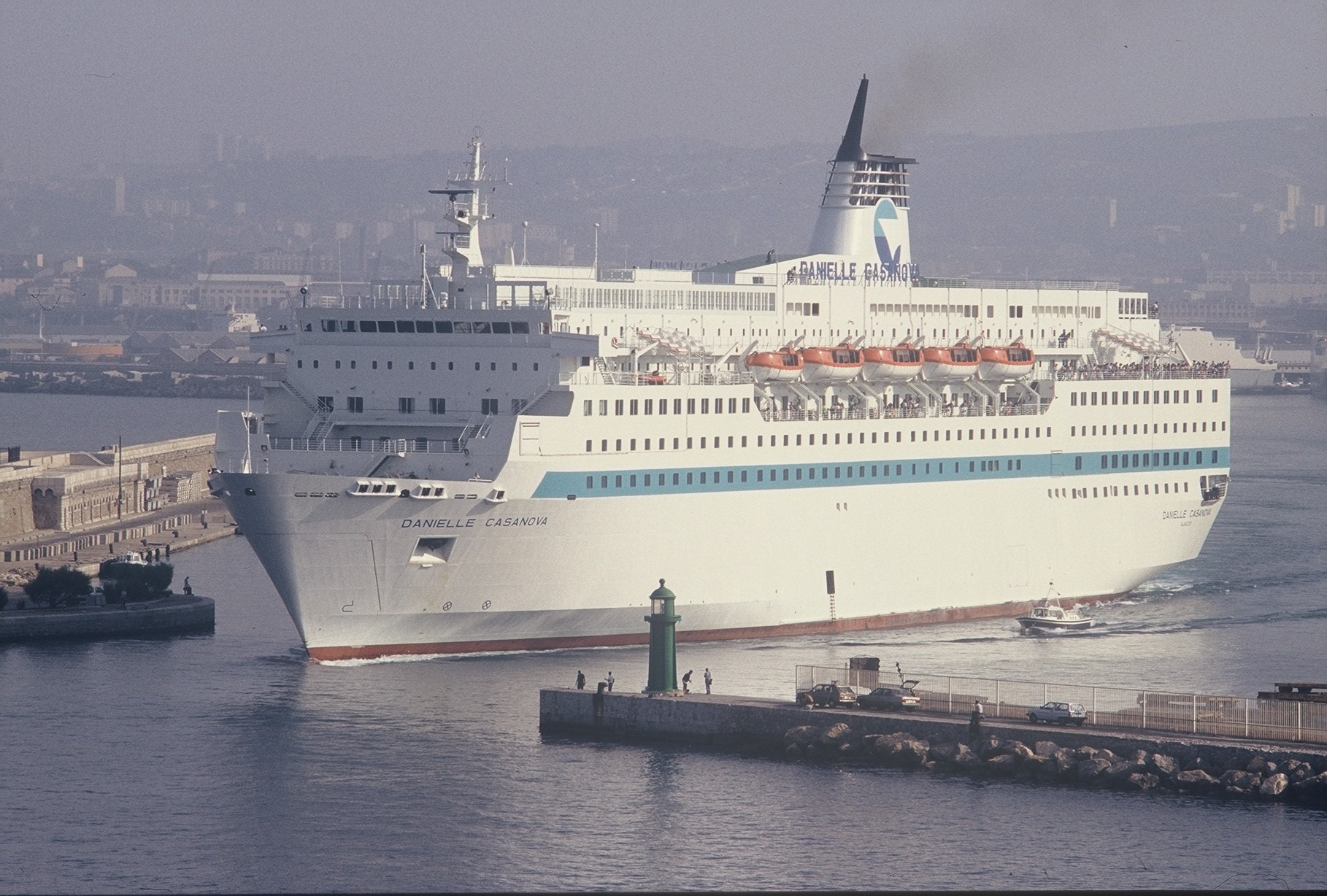
Danielle Casanova in arrivo a Marsiglia nel 1989.

Nel gennaio del 2003 viene noleggiato per trasportare la carovana del Rally Dakar 2003 tra la Spagna e la Tunisia. Il 3 gennaio salpa da Valencia per Tunisi, dove arriverà il giorno dopo, con circa 1138 passeggeri e 460 veicoli.

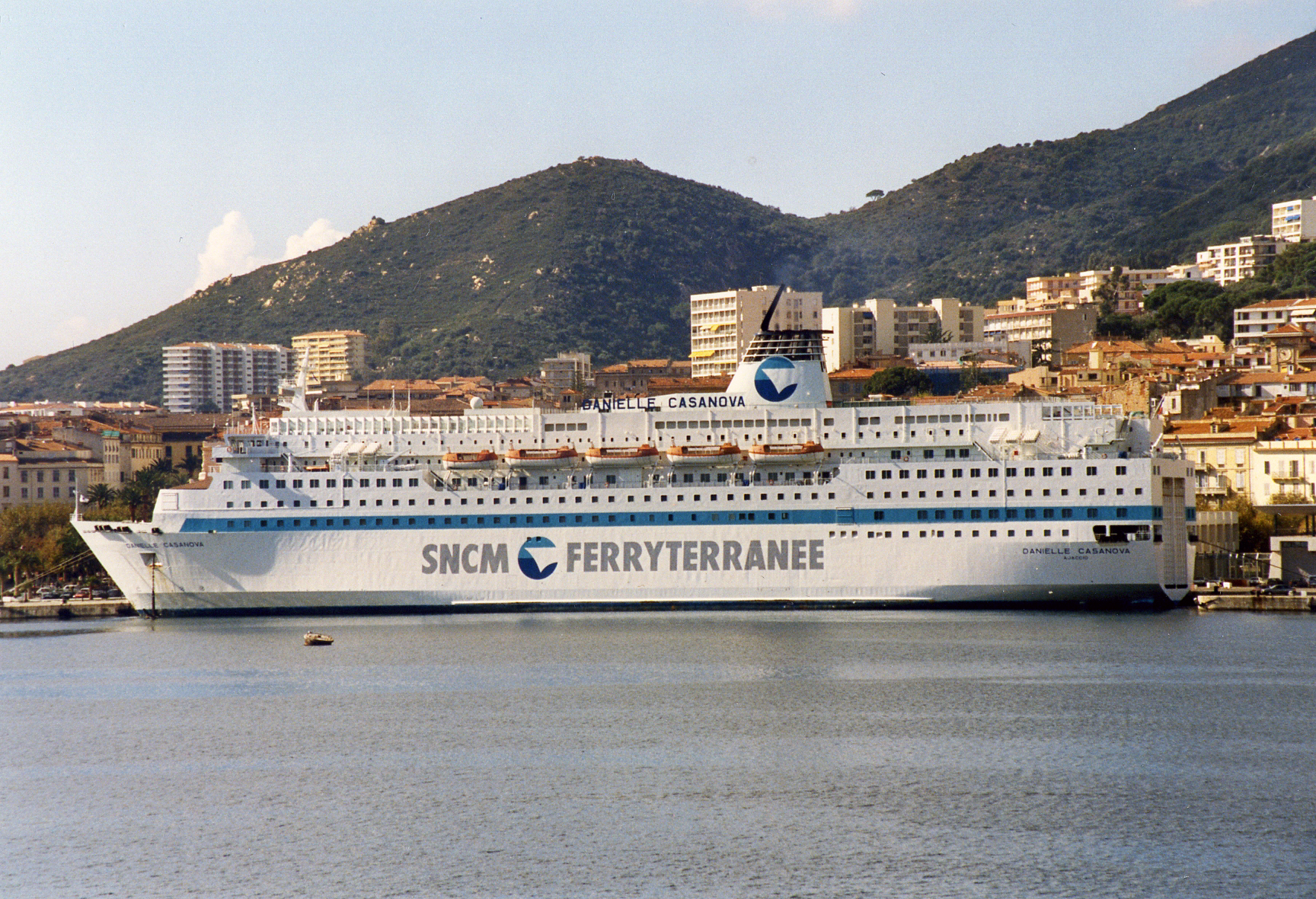
Il Danielle Casanova ormeggiato ad Ajaccio nel 1995.

Nel maggio del 2002, con l'entrata in flotta SNCM della nuova unità Danielle Casanova, viene ribattezzato Méditerranée.
Dal 24 giugno 2002 entra permanente in servizio sulla Marsiglia-Tunisi, continuando sporadicamente a servire la Corsica in sostituzione delle altre navi della flotta.

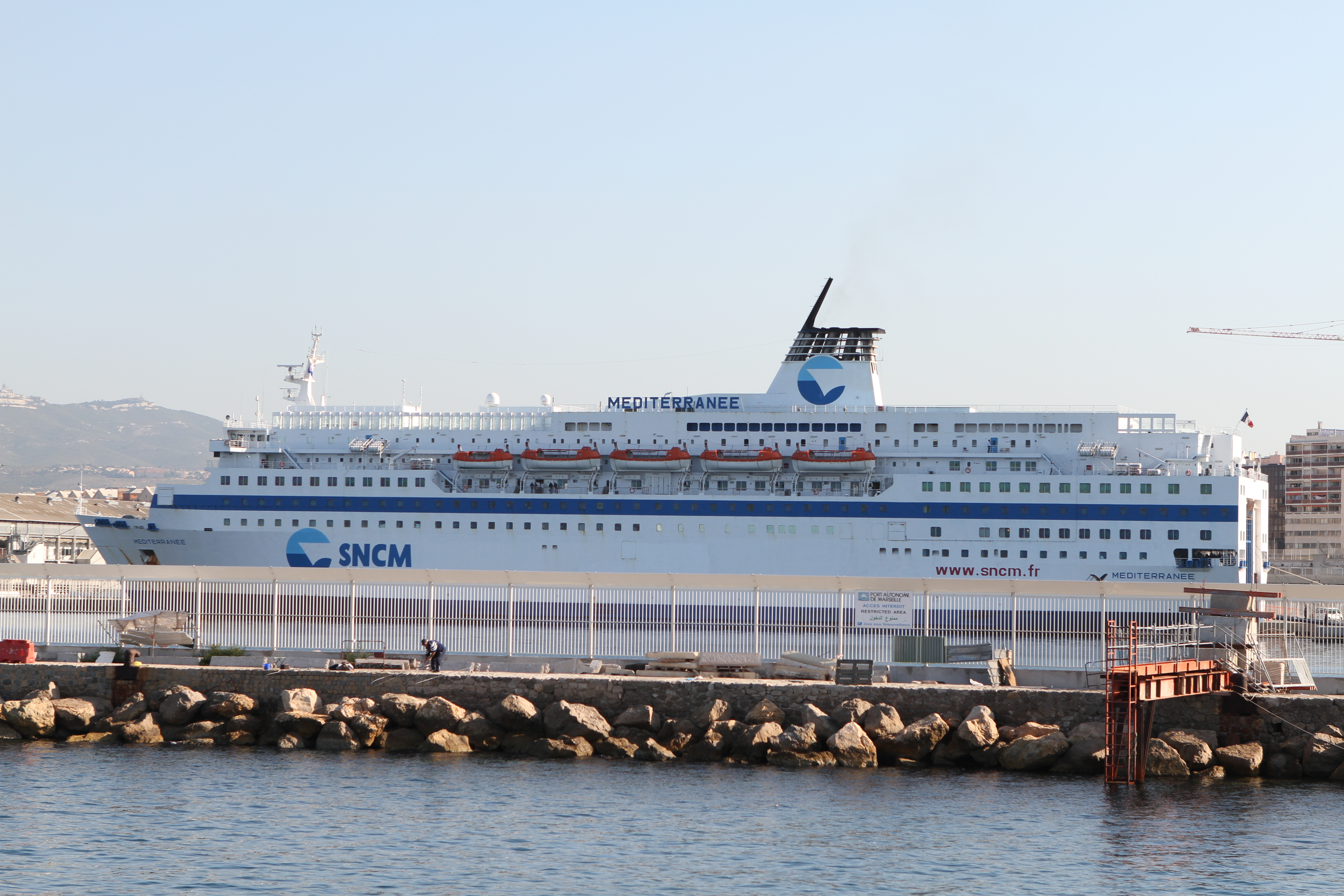
Il Méditerranée ormeggiato a Marsiglia nel 2012.

Nel settembre del 2009 viene noleggiato dalle forze armate francesi per trasportare le truppe dell'esercito in Arabia Saudita.
Dal 18 al 20 aprile 2014 viene impiegato per il trasporto dei tifosi del Rugby Club Toulonnais a Barcellona con l'USAP Perpignan.
Dal 10 luglio 2014 entra in servizio sulla nuova rotta Tolone-Porto Vecchio.

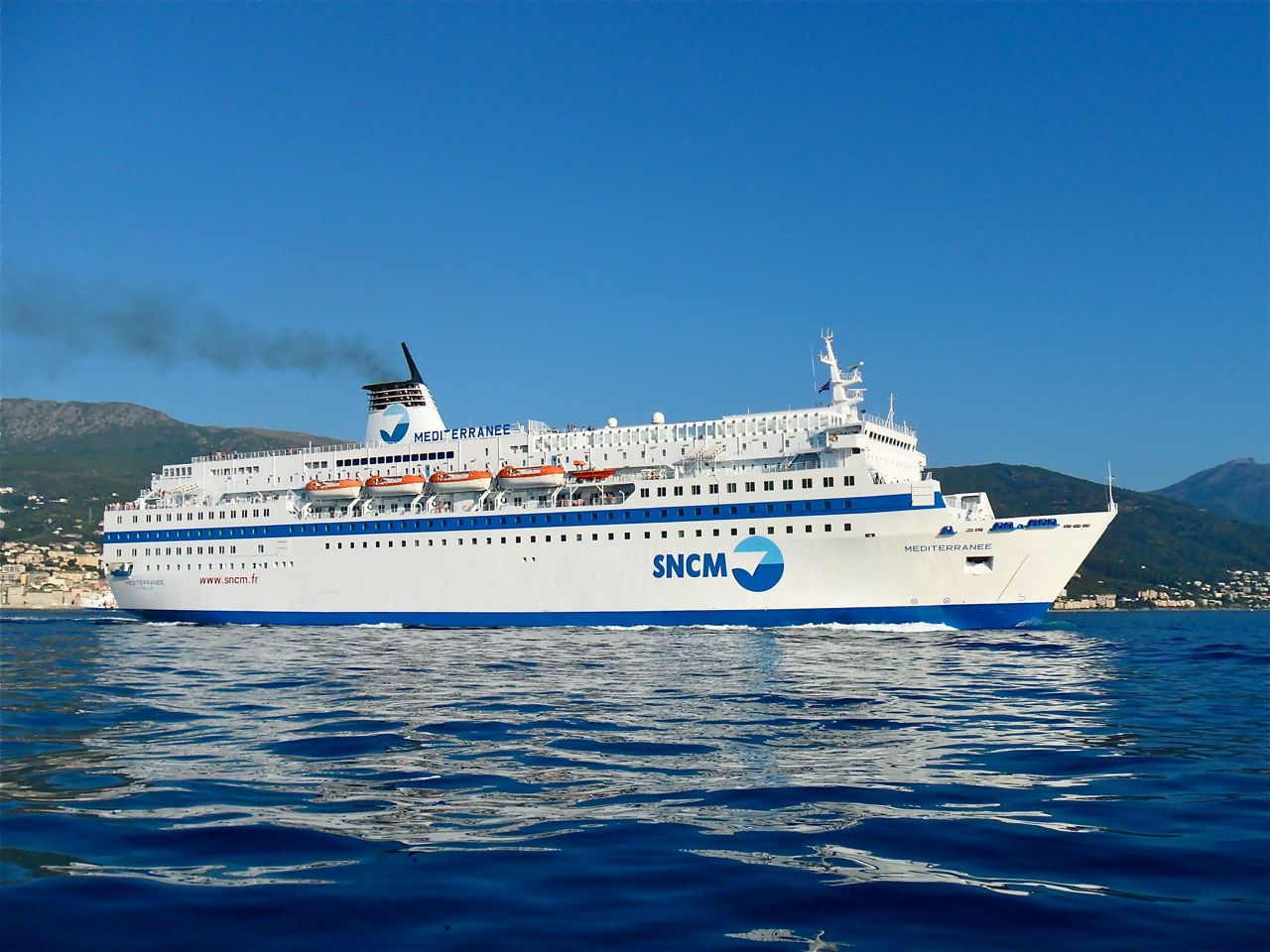
Il Méditerranée in partenza da Porto Vecchio nel 2014.

Alla fine della stagione estiva 2014, la SNCM si è trova ad affrontare notevoli difficoltà, che porterà alla decisione di utilizzare il Méditerranée solamentemente durante l'estate, lasciandolo in disarmo a Marsiglia durante il periodo invernale.
A gennaio 2015 torna in servizio in sostituzione del Danielle Casanova sulle rotte per il Maghreb.
A gennaio 2016, con il fallimento della SNCM, viene acquisito dalla neonata compagnia Corsica Linea insieme al resto della flotta e riprende il servizio sulla Marsiglia-Tunisi.
Il 19 maggio 2016, durante la navigazione tra Marsiglia e Algeri, presta soccorso ad una piccola imbarcazione da diporto con a bordo 2 persone.
Nell'inverno del 2017 Corsica Linea mette in vendita il traghetto, che tuttavia prende comunque servizio nell'estate del 2018 tra Marsiglia, Algeri e Tunisi. Al termine della stagione estiva la compagnia annuncia che il traghetto continuerà ad operare sotto i suoi colori anche nella stagione estiva 2019.

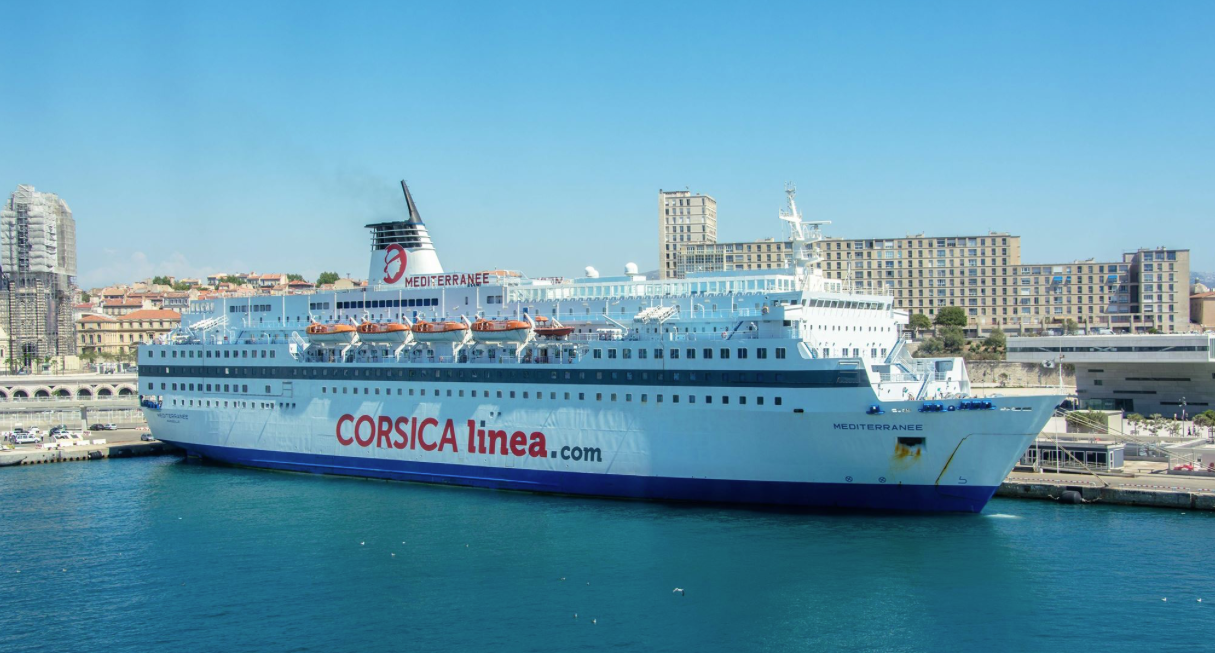
Il Méditerranée con la vecchia livrea provvisoria di Corsica Linea che ha vestito fino al 2023.

Il 21 ed il 22 giugno 2019, in seguito al blocco del porto di Marsiglia a causa degli scioperi intetti dai sindacati de La Méridionale, il Méditerranée viene noleggiato con urgenza per sostituire i traghetti bloccati a Marsiglia sulla Tolone-Ajaccio. Dal 23 giugno entra in servizio tra Marsiglia e Algeri.
Nella notte tra il 1° ed il 2 settembre 2019, durante la navigazione da Algeri a Marsiglia, il Méditerranée soccore un motoscafo con 18 migranti a bordo. Visitati dal medico di bordo, i clandestini vennero poi sbarcati nel porto di Alcúdia ed il traghetto riprese la navigazione verso Marsiglia.
Dal 14 al 16 novembre 2019 viene allestito nel garage l'esposizione de L'usine Extraordinaire.
Nell'estate del 2020, a causa del calo del traffico in seguito alla pandemia di COVID-19, non rientra in servizio, se non per qualche giorno in sostituzione di altre unità della flotta.
Alla fine di marzo 2022, su iniziativa di Corsica Linea, il Méditerranée viene messo a disposizione della prefettura di Bouches-du-Rhône ed utilizzato come centro di accoglienza galleggiante per gli sflollati della guerra in Ucraina, accogliendo i primi passeggeri a partire dal 29 marzo. Durante il lungo periodo di disarmo e di impiego come centro di accoglienza subisce pensati lavori di restauro al garage, dato che era fermo da oltre un anno e mezzo, e nel mentre segnaletica viene in parte tradotta in ucraino. Il bar Salambo viene trasformato in un asilo nido ed il cinema viene riapertto dopo oltre 20 anni di chiusura. A bordo sono allestiti diversi spazi adibiti all'integrazione dei rifugiati, tra cui un'agenzia per l'impiego, una filiale della Crédit Agricole ed un'équipe di assistenza della Croce Rossa. Con una capienza di 830 persone, è stato il più grande centro di accoglienza per la popolazione ucraina. Quest'operazione, che prevedeva l'accoglienza di 930 persone, pasti e assistenza compresi, è costata circa 6 milioni di euro durante i suoi 73 giorni di attività.                Il 12 giugno termina la sua attività come centro di accoglienza galleggiante e viene riconsegnato alla Corsica Linea.
Dal 17 giugno 2022 torna in servizio sui collegamenti per l'Algeria, tornando in servizio come traghetto dopo quasi 2 anni a causa del COVID-19.
Il 29 marzo 2023 lascia il porto di Marsiglia per i cantieri navali CMRT di Biserta, dove subisce pesanti lavori di ammodernamento e lo scafo viene riverniciato con il classico colore rosso della compagnia. Dal 20 giugno riprende il servizio sulla Marsiglia-Algeri.
Da novembre 2024 a marzo 2025 viene sottoposto a lavori di manutenzione a Bizerta. Successivamente, torna in disarmo a Marsiglia.
Il 17 giugno, dopo profondi lavori di ristrutturazione, compreso l'intero rifacimento della sala macchine, torna in servizio nei collegamenti tra Marsiglia e il Maghreb.